# Râul Osica
Râul Osica este un curs de apă, afluent al râului Plapcea. 